# بابند غنو (تازيان)
بابند غنو (بالفارسية: پابندگنو) هي قرية تقع في إيران في قسم تازيان الريفي.